# Stefano Prada

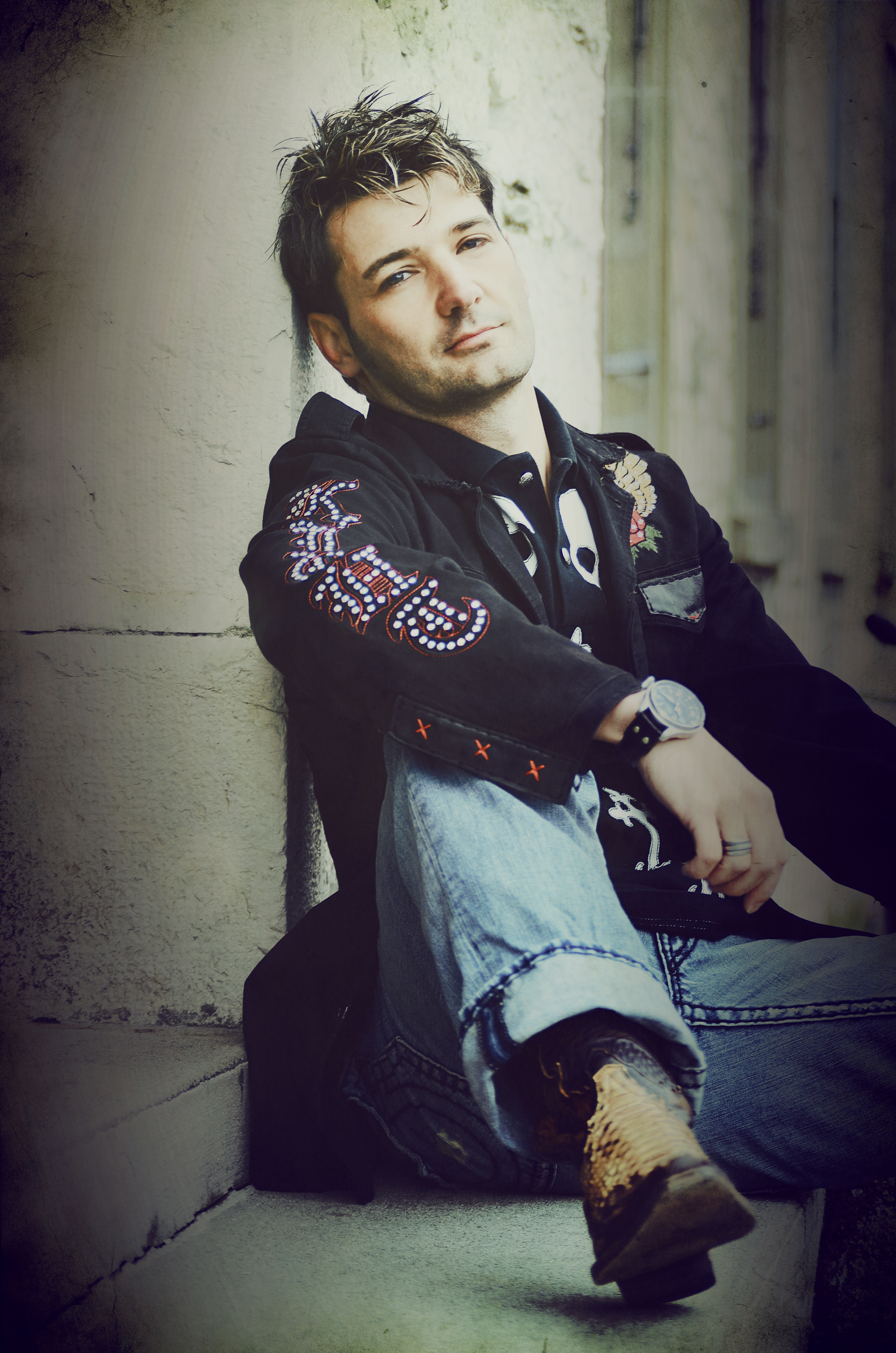
Stefano Prada (2012)

Stefano Prada (* 6. März 1973 in Olten; bürgerlich Stephan Sembinelli) ist ein Schweizer House-DJ, Produzent und Labelinhaber.

## Leben
Stephan Sembinelli besuchte das Wirtschaftsgymnasium in Olten und begann an der Universität Bern ein Studium der Medizin. Er bekam in jungen Jahren eine Klavierausbildung, machte aber erst spät sein Hobby Musik zum Beruf. Er ist diagnostizierter Asperger-Autist und Mitglied der vier weltweit grössten Vereine für Menschen mit hohem Intelligenzquotienten: Mensa, International High IQ Society, Intertel und Triple Nine Society. Die StarRecords GmbH, der nebst Tonstudio, Event- und DJ-Agentur auch drei Musiklabels angehören, wurde von ihm gegründet.
Prada lebt in Welschenrohr und betreibt auch Kunstmalerei. Das Flachdach seines Wohnhauses mit Atelier und Musikstudio ist mit einem großen Schweizerkreuz bemalt. 2025 kandidierte er als Gemeindepräsident von Welschenrohr-Gänsbrunnen, unterlag jedoch in der Wahl seinem Mitbewerber.

## Karriere

### 2003 bis 2007: Erste Erfolge
Mit zahlreichen Coverversionen von 1980er-Jahre-Klassikern, die er mit seinem Studiopartner produzierte, wurde er in der Clubszene bekannt. In mehreren House-Charts und DJ-Playlists schaffte er es damit in die Top 10, viele Titel landeten sogar auf Platz 1. Einige dieser Coverversionen sowie zwei Remixes wurden auf den Labels und den CD-Kompilations von DJ Antoine veröffentlicht.

### 2008 bis 2010: Zusammenarbeit mit Rockstroh und Maury
Mit Ronny Rockstroh gelang ihm in Deutschland im Jahre 2008 mit To the Moon der Durchbruch. Der Song wurde insgesamt auf über 50 CD-Kompilations veröffentlicht. Aus dieser Zusammenarbeit folgten zwei weitere Singles sowie ein gemeinsames Album. Durch Rockstrohs großen Erfolg mit Licht und den daraus folgenden Plattenvertrag mit Sony Music endete die Zusammenarbeit. Mit Maury, der für viele Künstler wie zum Beispiel DJ Antoine und DJ Tatana für den Gesang verantwortlich war, nahm er den Fussball-WM-Song Olé auf, der in der Schweiz Erfolge verzeichnen konnte.

### 2011 bis heute: Zusammenarbeit mit deutschen Künstlern
Durch das abrupte Ende der Zusammenarbeit mit Rockstroh erschien die letzte gemeinsame Single You can do magic, für deren Gesang wieder Sidney King verantwortlich war, nur noch unter dem Namen Stefano Prada. Es folgten Zusammenarbeiten mit deutschen Künstlern wie R.I.C.K., Join Forces, Liquid Cosmo und Streamrocker.
Prada wurde regelmässig nach Osteuropa gebucht. Seine eigene Radioshow wurde von 2006 bis 2022 weltweit auf über 40 Radiostationen ausgestrahlt.

## Diskografie

### Alben
- 2004: Fullhouse 01
- 2004: Fullhouse 02
- 2004: Fullhouse 03
- 2005: Fullhouse 04
- 2005: Fullhouse 05
- 2006: House Couture 01
- 2008: House Couture Meets Kill For This (Doppel-CD)
- 2009: Extreme Clubbing (in Zusammenarbeit mit Rockstroh)
- 2011: One – The Album

### Singles
- 2005: Never Again
- 2006: Too Late
- 2007: Forever Young (Coverversion)
- 2008: To The Moon (in Zusammenarbeit mit Rockstroh)
- 2008: My Star (in Zusammenarbeit mit Mario Held)
- 2009: Save My Soul (in Zusammenarbeit mit Rockstroh)
- 2009: Dark Star (in Zusammenarbeit mit Uwe Worlitzer)
- 2009: Jack Explode
- 2010: Wait In Vain (in Zusammenarbeit mit Rockstroh)
- 2010: To the Moon and Back (in Zusammenarbeit mit Streamrocker, Coverversion)
- 2010: Olé (Fussball-WM-Song) (in Zusammenarbeit mit Maurizio Pozzi)
- 2011: Someday (in Zusammenarbeit mit DJ Vaven und Sidney King)
- 2011: You Can Do Magic (in Zusammenarbeit mit Sidney King)
- 2011: Waiting For Your Love (in Zusammenarbeit mit DJ Vaven und Sidney King)
- 2011: Funkytown (in Zusammenarbeit mit Purple Project, Coverversion)
- 2011: Here I Am
- 2011: Try It Harder (in Zusammenarbeit mit DJ Vaven)
- 2012: Leben (in Zusammenarbeit mit DJ Vaven)
- 2012: Take On Me (in Zusammenarbeit mit Join Forces, Coverversion)
- 2012: Don’t Break My Heart
- 2012: Folge Mir
- 2013: Out Of My Mind (in Zusammenarbeit mit Liquid Cosmo)
- 2013: From Here To Nowhere (in Zusammenarbeit mit R.I.C.K. und Disco2000)
- 2014: Lass Uns Leben (in Zusammenarbeit mit Cristiano de Brito)
- 2017: Music Is My Suicide (in Zusammenarbeit mit R.I.C.K.)
- 2018: Missing You (in Zusammenarbeit mit Patrick G-Punkt)
- 2019: Make Me Do (in Zusammenarbeit mit Patrick G-Spot)
- 2020: Harder Without You (in Zusammenarbeit mit Patrick G-Spot)
- 2021: Ain’t no stopping us (in Zusammenarbeit mit Patrick G-Spot)
- 2022: Up to the Stars

### Remixe
- 2003: Junior Jack & Kid Crème Pres. Private Tools – Tool #1
- 2004: Axwell & StoneBridge Pres. Playmaker – Black Pony
- 2005: Sticks – Bang The Beat
- 2005: Christopher S – F*** The DJ
- 2005: Jaybee Pres. Carlos Rivera – Don’t Stop
- 2006: A. Lee – Could It Be
- 2006: Aston Martinez & Mario Held Pres. The Institution – Nexus
- 2006: Mondo – Leave You Behind
- 2006: Jaybee Pres. Dirty Players – Found Love
- 2006: Coco Fay – This Is My Sound
- 2007: Join Forces – Nothing Around Me
- 2007: Wood/Moog – Believe In Me
- 2007: Michael Haase & Whoremastaz – Loving You
- 2007: Jaybee – A Night To Remember
- 2007: Armin Schwarz – Don’t Let Go
- 2008: Le Tompe – Tell Me
- 2008: DJ Scotty – Keep On Jumping
- 2008: Belmond & Parker – Feel It
- 2008: Mondo – Rock A Little Bit
- 2008: Giorgio Sainz Feat. Paula P’Cay – Precious Love
- 2008: Rockstroh – Where Is the Love
- 2009: Avalon Project Pres. Artist Denis – Superstar
- 2010: DJ Scotty – Let The Beat Hit Em
- 2010: Polkaholix – VIP
- 2010: Louis Garcia – Stille Der Nacht
- 2010: Diego Diaz – House Of Love
- 2010: Purple Project – Te Quiero
- 2010: Skandalizm – Skandalizm
- 2010: Hurts – Wonderful Life
- 2011: Hannes Bruniic – DJs And Pills
- 2011: TWiiNS – Boys, Boys, Boys
- 2011: Britney Spears – Criminal
- 2011: Unheilig – Geboren um zu leben
- 2012: DJ Scotty – Children
- 2012: Jessie J – Domino (in Zusammenarbeit mit R.I.C.K.)
- 2012: Alex Clare – Too Close (in Zusammenarbeit mit R.I.C.K.)
- 2012: Chris Brown – Beautiful People (in Zusammenarbeit mit R.I.C.K.)
- 2012: Rihanna – Where Have You Been (in Zusammenarbeit mit R.I.C.K.)
- 2012: Santigold – Disparate Youth (in Zusammenarbeit mit R.I.C.K.)
- 2012: Far East Movement – Live My Life (in Zusammenarbeit mit R.I.C.K.)
- 2012: Wondergirls – The DJ Is Mine (in Zusammenarbeit mit R.I.C.K.)
- 2012: Usher – OMG (in Zusammenarbeit mit R.I.C.K.)
- 2013: Marteria, Yasha & Miss Platnum – Lila Wolken (in Zusammenarbeit mit R.I.C.K.)
- 2013: Ellie Goulding – Burn (in Zusammenarbeit mit R.I.C.K.)
- 2014: SDP – Ich Muss Immer An Dich Denken (in Zusammenarbeit mit R.I.C.K.)
- 2014: Liquid Cosmo Feat. Eden Noel – Ready To Go
- 2014: Joel Brandenstein & Chrisoula Botsika – Keine Ist Wie Du (in Zusammenarbeit mit R.I.C.K.)
- 2016: Steklo i Wremja – Room 404 (in Zusammenarbeit mit R.I.C.K.)
- 2016: Wayne Porter feat. Suiza – Think about you (in Zusammenarbeit mit R.I.C.K.)
- 2018: Noemi – In My Dreams (in Zusammenarbeit mit Patrick G-Punkt)
- 2018: Chase & Status feat. Delilah – Time (in Zusammenarbeit mit Patrick G-Punkt)
- 2018: Kazka – Weinen (in Zusammenarbeit mit Patrick G-Punkt)
- 2018: Ava Max – Sweet but Psycho (in Zusammenarbeit mit Patrick G-Spot)
- 2019: Zivert – Life (in Zusammenarbeit mit Patrick G-Spot)
- 2020: Zivert – Fly (in Zusammenarbeit mit Patrick G-Spot)